# Dansa espanyola

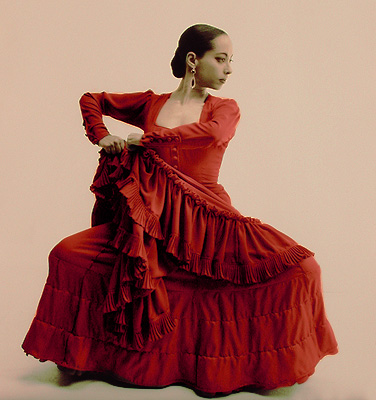
Dansa espanyola

La dansa espanyola és un gènere dins de la dansa que inclou quatre modalitats principals: la dansa espanyola estilitzada, anomenada també dansa clàssica espanyola, l'escola bolera, els balls populars i tradicionals (dansa de caràcter) i l'escola flamenca. Sovint es parla també de dansa espanyola quan es tracta de clàssica espanyola, sobretot perquè els espectacles d'aquesta disciplina poden incloure algun ball popular, com ocorre també a la dansa clàssica, o de flamenc, pur o estilitzat. En general, al llarg dels segles XX i XXI una tendència molt estesa a la dansa és la de barrejar i sumar estils, així, la dansa espanyola moderna pot de vegades tenir influència, i influir, a la dansa contemporània o la dansa del ventre, per exemple. La dansa espanyola ha tingut una forta influència a la dansa clàssica, no només en ballets sinó aportant moviments com el cambré. Altres corrents, anomenades puristes, prefereixen separar sempre completament els diferents estils.
Els balls tradicionals estudiats a la dansa espanyola depenen de cada escola, però habitualment s'entén que han de formar part dels localitzats a Espanya. Moltes vegades han estat els balls regionals més coneguts en cada temps, o segons cada moda, poden incloure la sardana, la jota i les sevillanes. Però no sempre és així: per exemple, a Catalunya hi ha escoles que consideren que almenys cal conéixer els balls i danses dels esbarts dansaires catalans i escoles que donen més importància al flamenc donen prioritat als balls i danses gitanes i andaluses.
Al segle xix i començaments del segle XX era normal que els ballarins clàssics dels Països Catalans tinguessin a més formació en dansa espanyola. Amb el temps, de vegades s'ha polititzat el terme, cosa que es va agreujar durant la dictadura de Franco i una altra vegada posteriorment. Però aquest gènere artístic es va començar a desenvolupar als Països Catalans des del segle XV i moltes estrelles internacionals de dansa espanyola són catalanes.

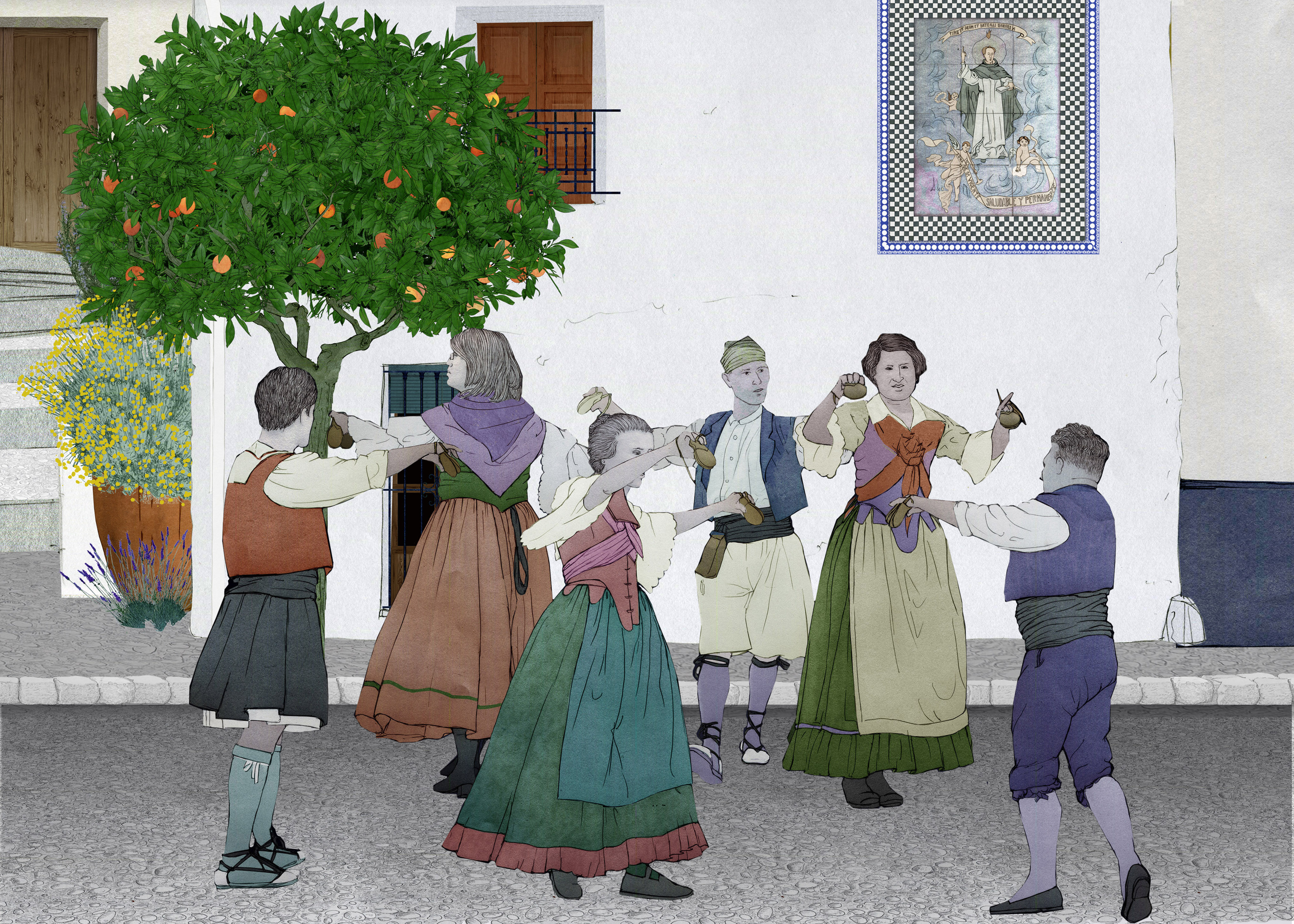
Dansa tradicional valenciana

## Història

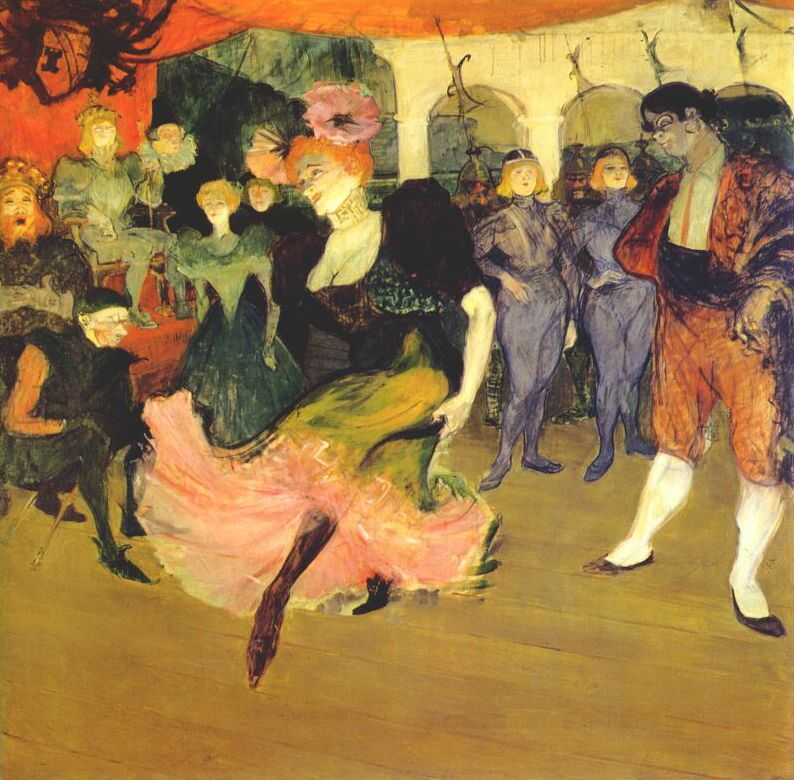
El bolero vist per Toulouse-Lautrec.

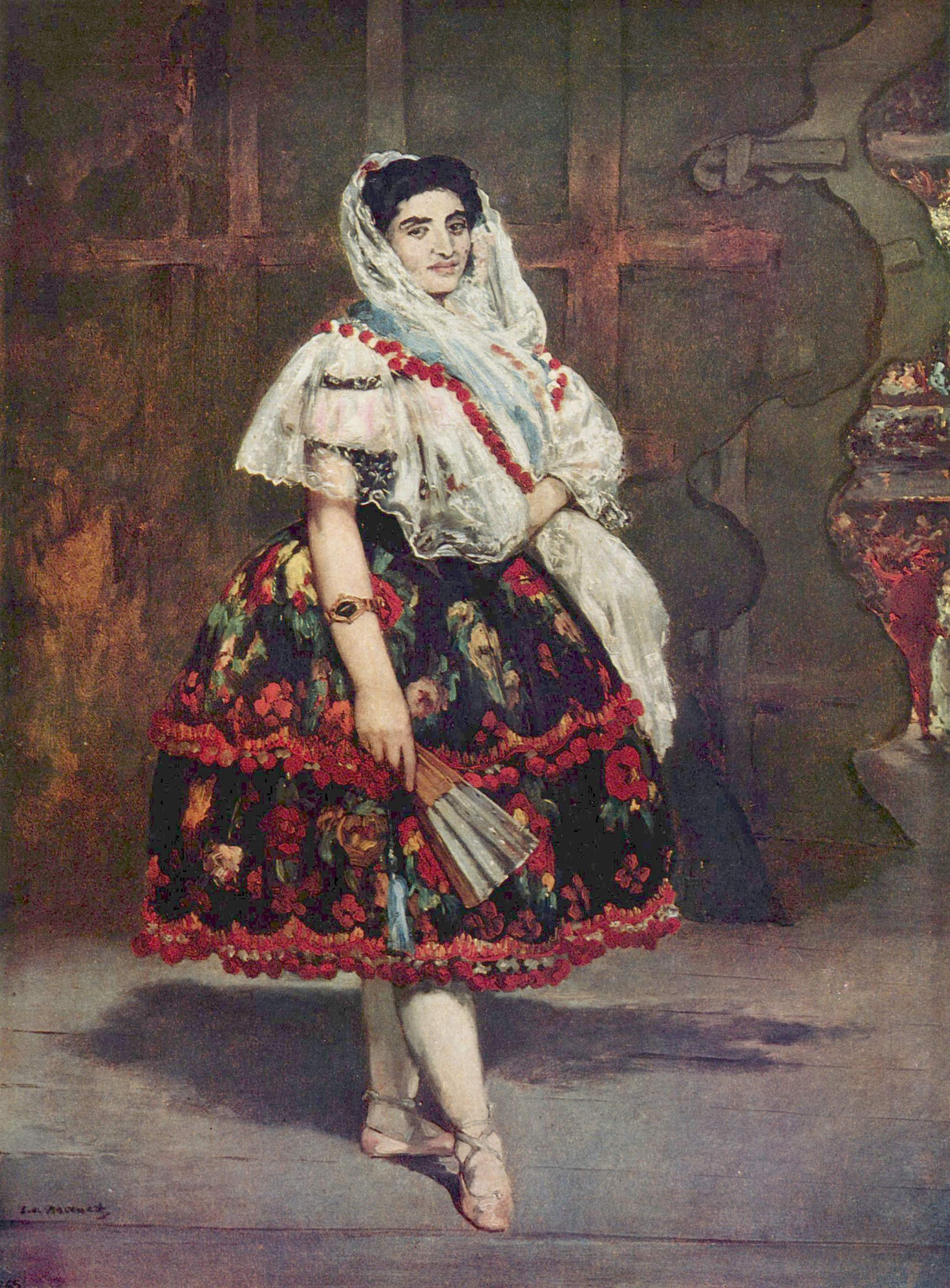
Lola de València pintada per Manet, 1862.

Les primeres manifestacions de dansa espanyola es considera que són del segle xv. Al segle XVI van néixer algunes danses litúrgiques i cortesanes que més tard formarien part de la dansa espanyola. Els balls i danses espanyols es van començar a posar de moda a Europa al segle xvii, tant a balls organitzats per a l'alta societat com per als mestres de dans, que els inclourien als seus ballets.
Al segle xviii la dansa espanyola ja era molt coneguda, ensenyada fora d'Espanya i que formava part del repertori dels ballets. El bolero, que també havia esdevingut un ball d'aristòcrates, esdevé un mètode d'ensenyança: és el naixement de l'escola bolera. Al llarg del segle xviii es va anar desenvolupant i no va ser fins al segle xix quan va començar a comptar amb una tècnica i terminologia propis d'una dansa desenvolupada. Va ser en aquesta època també quan s'hi van començar a incorporar balls populars i tradicionals més antics. La dansa clàssica espanyola estava tan desenvolupada com la dansa clàssica ("italiana i francesa") i tenia tant o més prestigi que aquesta. Era ensenyada a tot Europa, incloent Milà i, a París, l'escola de dansa que formava la Companyia de dansa de l'Òpera. Fany Elssler, a qui havia format Lola de València, va ser una de les ballarines no espanyoles més conegudes de dansa espanyola. Les primeres grans figures d'aquest gènere als Països Catalans van néixer al segle xviii, i posteriorment va haver d'altres que van viure en els segles xviii, xix i xx.

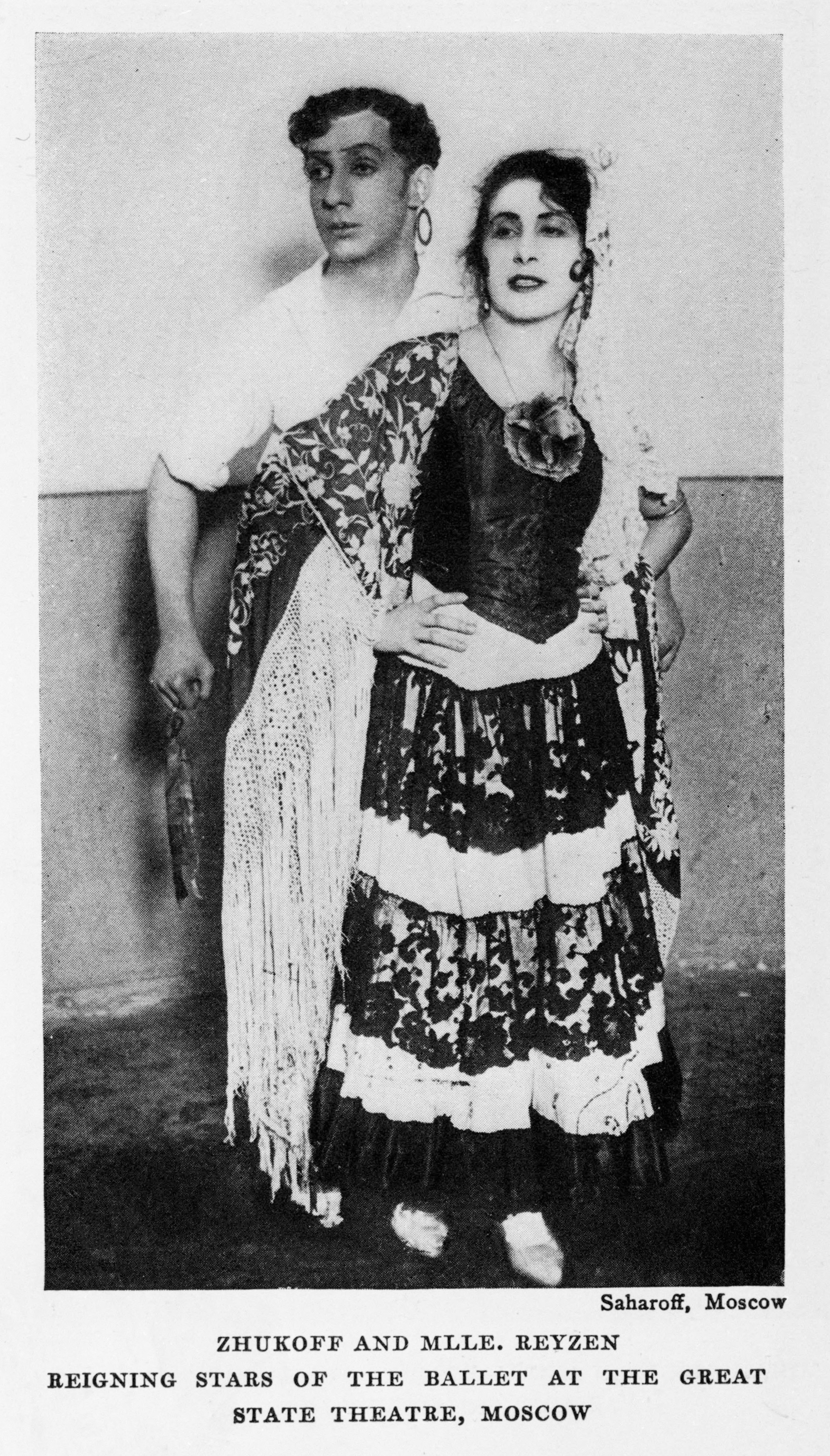
Ballarins russos, estrelles de dansa espanyola al Gran teatre de Moscou, en 1922.

Al segle XX va haver un renaixement de la dansa espanyola, ballada amb músiques contemporànies d'autors com Enric Granados o Isaac Albéniz. Aquest gènere no va minvar a l'època de la Segona República ni a la Guerra Civil. A la Barcelona d'abans de la dictadura, la dansa espanyola es ballava i s'anava a veure a teatres com el Calderón, el Condal, el Gran Español, el Novedades, etc. a més dels nombrosos tablaos i cafès cantants que estaven de moda en aquell moment. També era freqüent a grans locals aleshores considerats més aviat elitistes, com el Gran Teatre del Liceu de Barcelona i altres òperes de diferents països europeus, com per exemple l'Òpera de Zúric o l'Òpera de París. Durant la dictadura franquista, Franco va elegir com a expressió de cultura la dansa espanyola i el flamenc.
A la transició, sota el Govern d'Adolfo Suárez, es van crear a Madrid dues formacions del Ballet Nacional d'Espanya, una de dansa clàssica, que va dirigir Víctor Ullate, i una altra de dansa espanyola, dirigida per Antonio Gades. Aquesta separació va marcar el posterior desenvolupament de la dansa a Espanya. Entre altres coses, els ballarins clàssics van deixar de tenir obligatòriament també formació en dansa espanyola, ambdues danses són especialitats diferents a, per exemple, l'Institut del Teatre i, malgrat que María de Ávila va intentar reunir de nou ambdues danses al Ballet Nacional d'Espanya, després d'ella ningú no ho va fer mai més. D'altra banda, políticament, alguns sectors van començar a relacionar la dansa espanyola només amb el franquisme o, com també va passar amb l'equip de futbol anomenat espanyol, amb quelcom de no-català, o fins i tot anticatalà. L'obertura, després de quaranta anys de dictadura, als nous corrents internacionals també va influir en què els ballarins es mostressin més curiosos amb les novetats, especialment amb la dansa moderna i contemporània, en detriment de l'"antiga" dansa espanyola.
Al segle xxi un bon nombre de ballarins i coreògrafs dels Països Catalans afegeixen i aporten tocs de dansa espanyola a les seves actuacions de dansa clàssica, al país o a l'estranger, i a la contemporània.

## Professionals de la dansa espanyola

### Ballarins

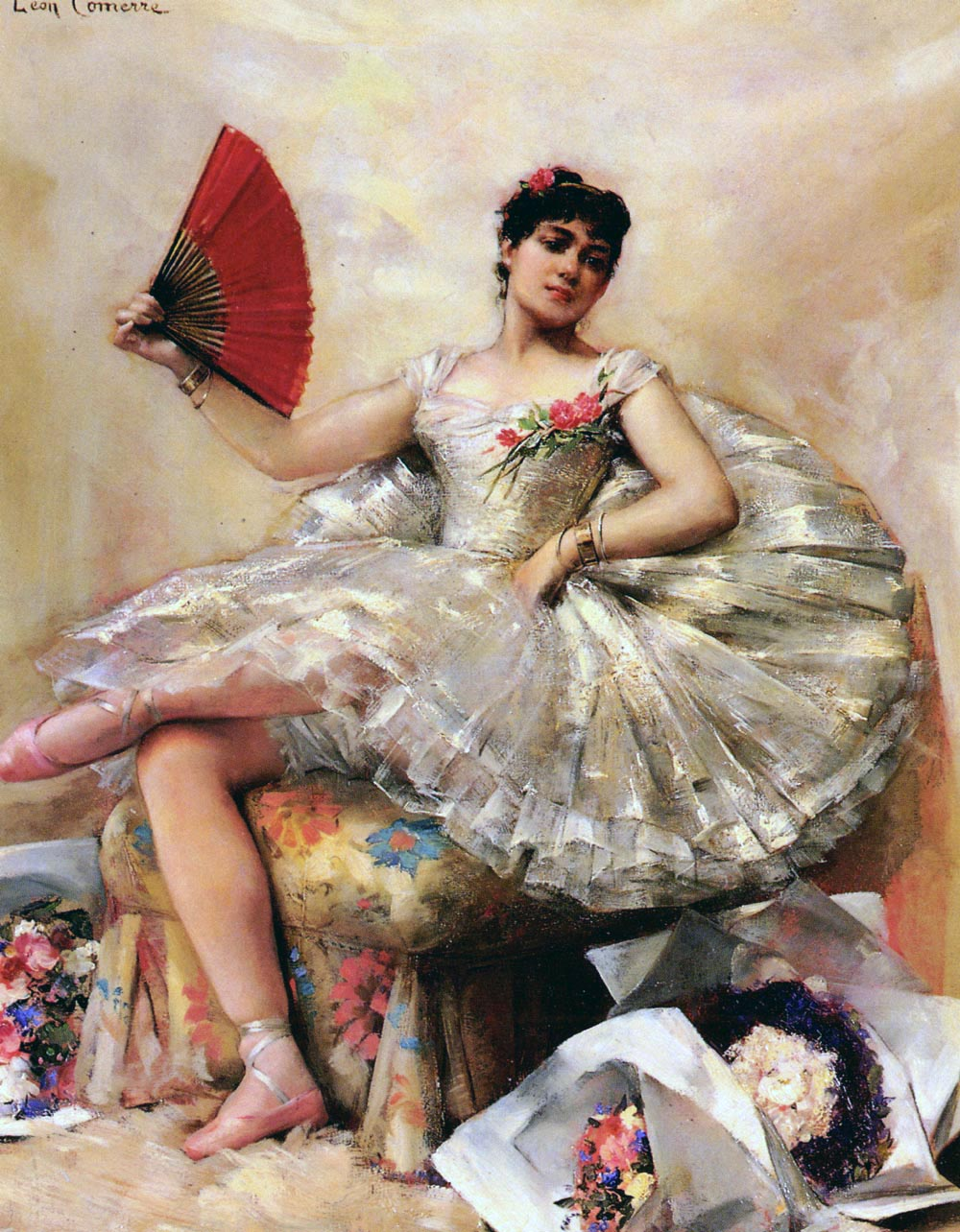
Roseta Mauri

Alguns ballarins cèlebres catalans de dansa espanyola: Joan Camprubí, el Mestre Coronas, Manuela García, Roseta Mauri, Ricard Moragas, Pauleta Pàmies, La Nena, Dolors Serral, Carmen Amaya, Trini Borrull, Vicente Escudero, Pastora Martos, José de la Vega, Rosita Segovia, José de Udaeta, La Chunga, etc. Emma Maleras destaca pel seu domini de les castanyoles. Altres ballarins destacats són, per exemple, Antonio Ruiz Soler, Mariemma, Antonio Márquez, José Greller Granero, etc.

### Coreògrafs
Els coreògrafs de dansa espanyola han estat sempre prèviament ballarins. Alguns dels més destacats al llarg de la història són Joan Camprubí, Pauleta Pàmies, María de Ávila, Vicente Escudero, etc. Nacho Duato, coreògraf de dansa contemporània, també ha coreografiat espectacles que inclouen dansa espanyola.

## Formació
A Barcelona, per exemple, hom pot formar-se en dansa espanyola a les escoles de Rosita Segovia o de Roseta Mauri, per exemple, amb molts anys de tradició.
També és possible obtenir un títol professional d'estudis oficials de dansa, amb l'especialitat de dansa espanyola (les altres dues especialitats són clàssic i contemporani), a l'Institut del Teatre.

## Companyies de dansa espanyola
Actualment existeix, per exemple, el Ballet Nacional de España, BNE, a Madrid, una companyia de dansa espanyola fundada pel valencià Antonio Gades, que depèn del ministeri espanyol de cultura i que és dirigida per José Antonio. Una altra és La Compañía d'Antonio Márquez, també amb seu a Madrid.
A l'època en què va ser dirigit per María de Ávila, el BNE formava part de la Compañía Nacional de Danza. També podia ballar dansa espanyola el cos de dansa del Gran Teatre del Liceu de Barcelona, quan n'havia tingut un.
A començaments del segle xx a Barcelona eren molt freqüents els tablaos flamencs i els cafès i cabarets als quals hom anava a veure dansa espanyola. Un dels cafès cantants més famosos era el Vila Rosa, situat a prop del Gran Teatre del Liceu.

## Influència a la cultura

### Dansa i arts escèniques

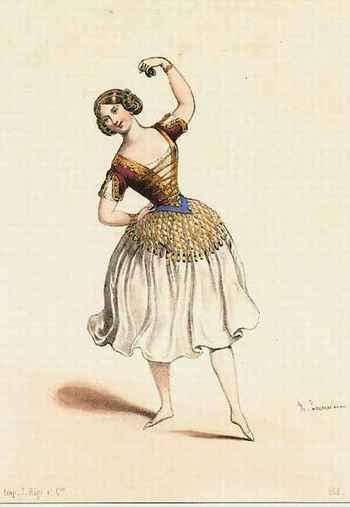
La ballarina clàssica Carlotta Grisi interpretant Paquita, el 1844

La dansa clàssica i la clàssica espanyola han interaccionat entre elles des de la seva aparició, no només a Espanya sinó a tot Europa. Al segle xix els límits entre ambdues era menys clar que actualment, i hi ha alguns ballets clàssics antics que avui es poden considerar tant d'una com de l'altra. També han influït al clàssic l'escola bolera i els balls populars, alguns dels quals han estat integrats a coreografies de ballets. El mateix El llac dels cignes conté una coreografia de dansa espanyola. La influència pot ser altrament més subtil i personal, ja que el sol fet de conéixer i ballar dansa clàssica atorga un estil diferenciat al ballarí d'espanyol, cosa que també ocorre en el sentit invers. És el cas, per exemple, del ballarí clàssic José Carlos Martínez (que dirigirà la Compañía Nacional de Danza a partir d'octubre de 2011), que té també formació en dansa espanyola.
Amb l'aparició de la dansa contemporània, es crea una nova font de possible intercanvi i desenvolupament. Aquesta dansa neix sobretot de la voluntat de trencar normes i afegir vocabulari a la dansa clàssica i alguns coreògrafs la nudreixen a partir de la dansa espanyola, que pot aportar, per exemple, moviments característics d'esquena, de malucs i de braços. Alguns grans ballarins i coreògrafs deuen el seu personal estil, en part, a una formació en dansa espanyola. Per exemple, Sol Picó és una reconeguda coreògrafa de dansa contemporània formada en clàssic i espanyol.
Al canvi de segle xx a XXI és cada vegada més freqüent trobar ballarins que experimenten amb els vincles entre la dansa espanyola i la dansa del ventre. La incrustació d'elements orientalistes i espanyolistes a altres danses data d'almenys el segle xix, i sovint als artistes espanyols a l'estranger se'ls demanava també fer algun número de dansa oriental. La tendència actual és anar als orígens, vers l'edat mitjana, per trobar-hi els punts de contacte, respectant les regles d'una i altra dansa.
D'altra banda, la música i la dansa clàssica espanyoles estan relacionades també amb altres arts, com l'òpera i la sarsuela. El català Enric Granados va escriure moltes músiques per a dansa espanyola, i en concret, per exemple, una sèrie de dotze composicions per a piano que ell mateix va anomenar Dotze danses espanyoles i que van ser escrites entre 1892 i 1900.

### Belles arts

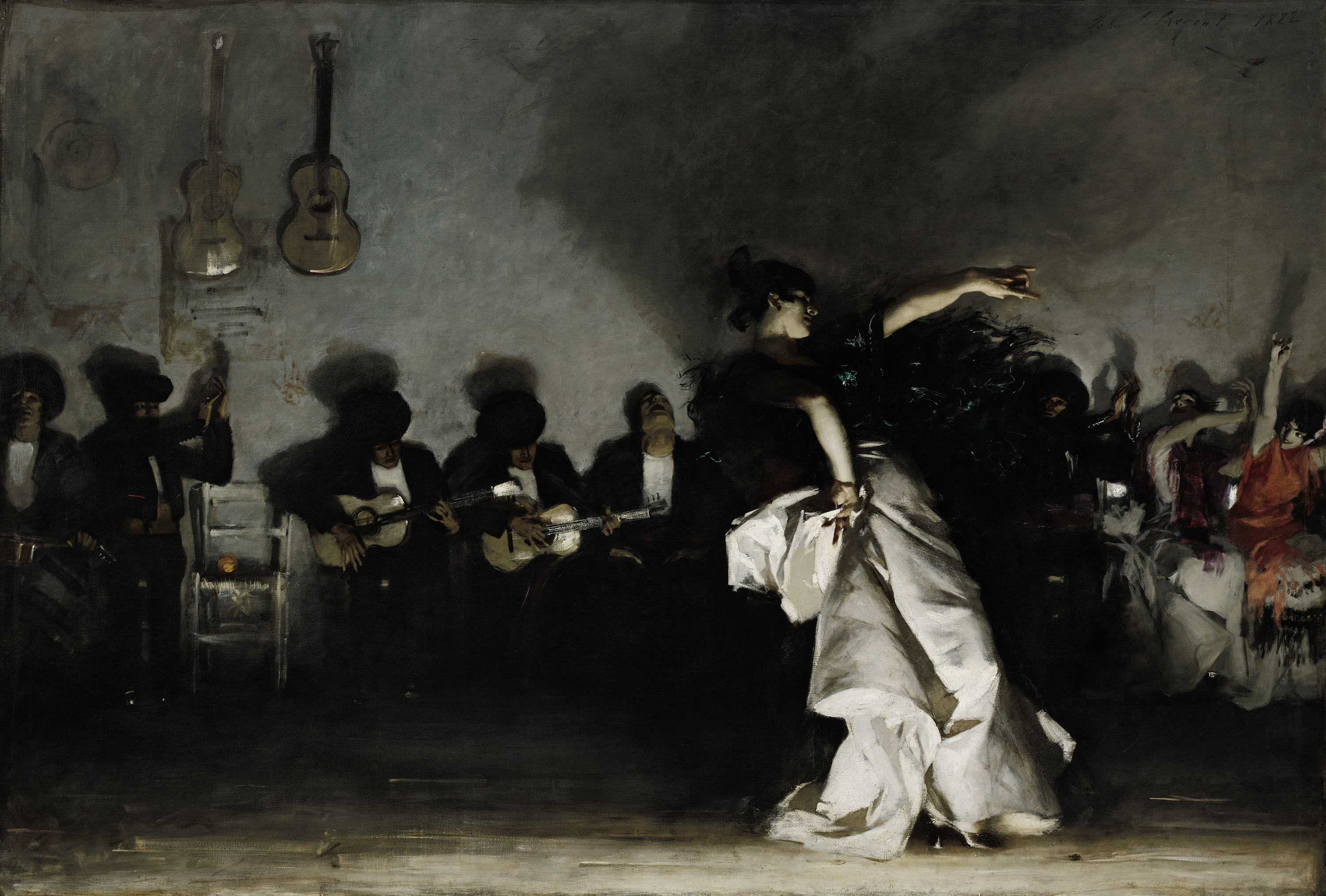
El jaleo (1882), de John Singer Sargent

Al segle xviii, i més especialment al segle xix, la dansa espanyola va tenir una gran influència a la pintura, escultura i en general a l'imaginari popular europeu, on la ballarina espanyola, una mena de Carmen, va esdevenir un arquetip. Edgar Degas, per exemple, va pintar i esculpir sovint ballarines de dansa espanyola, a més de les seves ballarines de dansa clàssica, n'és un exemple l'escultura en bronze La dansa espanyola (1885). Altres pintors del segle xix que van inspirar-se en la dansa espanyola van ser, per exemple, el francès Pierre-Auguste Renoir, que sovint va pintar a Roseta Mauri, Toulouse-Lautrec (Marcelle Lender ballant el bolero de Chilpéric), Manet (Retrat de Lola de València, El ballet espanyol, etc.), el suec Anders Leonard Zorn o l'andalús José García Ramos (Baile por Bulerías).
Al segle xviii hom no pot descuidar-se mencionar Goya. En aquest cas la influència ha estat recíproca, ja que, a conseqüència de la seva obra, l'escola bolera (dansa amb castanyoles, la indumentària tradicional de la qual és la usada pels contemporanis de Goya) és també coneguda com a dansa goyesca.

### Cinema
Algunes pel·lícules de cinema inspirades en la dansa espanyola inclouen, per exemple, Los Tarantos (1962), del barceloní Francesc Rovira-Beleta, Bodas de sangre (1981), de Carlos Saura o El amor brujo (1986), del mateix director.

## Curiositats

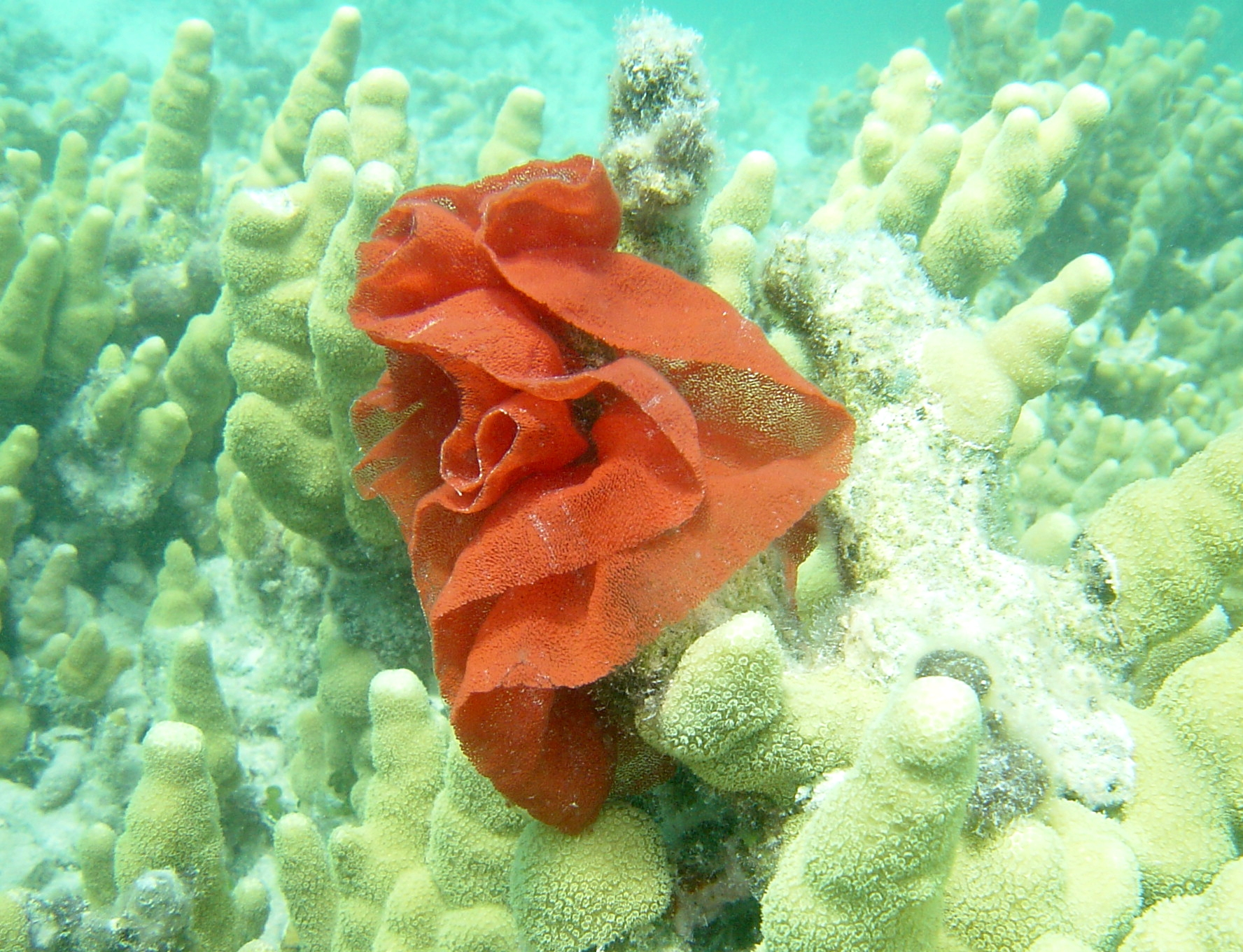
Hexabranchus sanguineus.

Existeix un mol·lusc, de nom científic Hexabranchus sanguineus, que té com a nom comú en català el de ballarina de dansa espanyola, o ballarina espanyola pel seu aspecte, que pot recordar el d'una faldilla d'una dona que balla aquesta dansa.
El pare de Rita Hayworth (Margarita Cansino) era un cèlebre professor andalús de dansa espanyola, i ella ja era coneguda com a "filla de" a Sevilla i Barcelona abans de convertir-se en estrella de Hollywood.